# Heiner Herbst

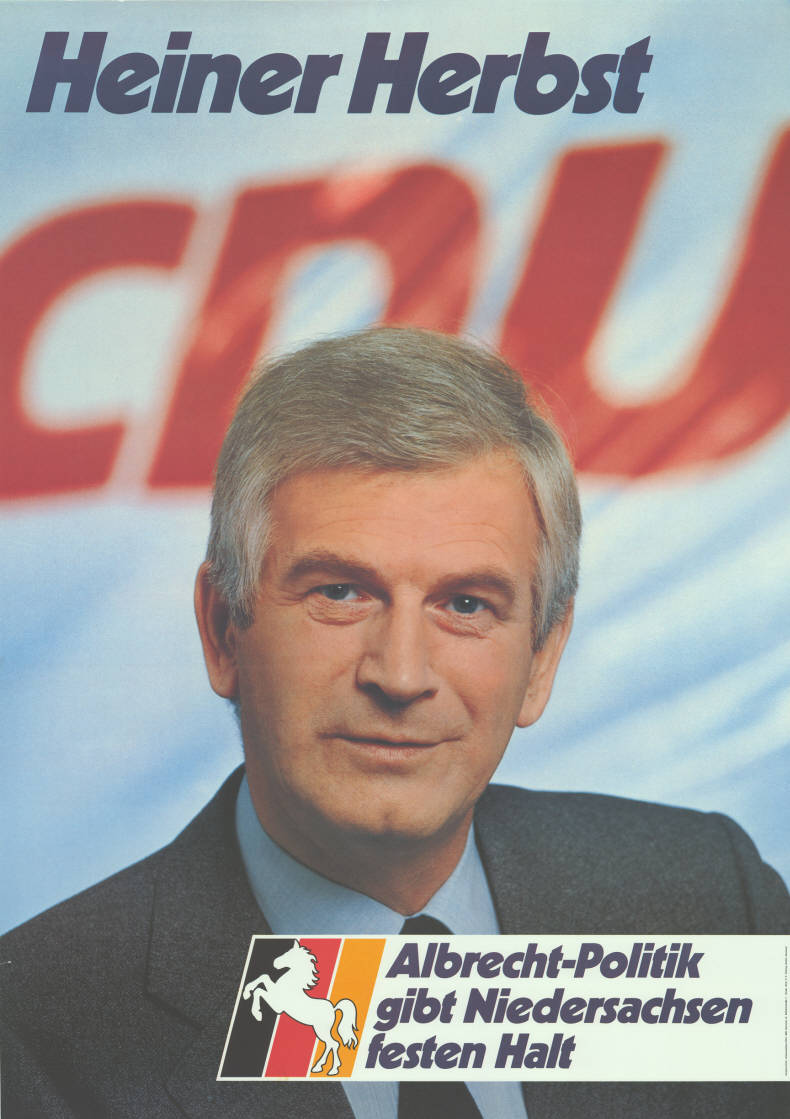
Kandidatenplakat zur Landtagswahl in Niedersachsen 1982

Heiner Herbst (* 25. November 1931 in Braunschweig) ist ein deutscher Politiker (CDU).

## Leben
Herbst besuchte die Volksschule in Königslutter am Elm und wechselte später auf das Gymnasium in Helmstedt sowie die Neue Oberschule in Braunschweig. Im Jahr 1951 machte er sein Abitur und begann im Anschluss sein Studium der Rechts- und Staatswissenschaften an der Universität in Kiel. Sein erstes juristisches Staatsexamen legte er im Jahr 1955 in Schleswig an. Im Jahr 1959 folgte das Assessorexamen in Hannover. Im Jahr 1960 begann er seine Tätigkeit als Rechtsanwalt in Braunschweig. Zum Notar wurde er im Jahr 1973 ernannt. Von 1992 bis 1999 war er Präsident des Niedersächsischen Landesrechnungshofes.
Herbst war Mitglied der Jungen Union in Schleswig-Holstein seit dem Jahr 1954. Zwei Jahre später wurde er Mitglied der CDU. Herbst war neun Jahre als CDU-Kreisvorsitzender in Braunschweig tätig. Ferner war er Mitglied des Verwaltungsausschusses des Staatstheaters in Braunschweig und Mitglied des Verwaltungsrates des Studentenwerks Braunschweig. Herbst war zudem als Mitglied des Beirates des Instituts für angewandte Mikroelektronik GmbH in Braunschweig beschäftigt sowie gewählter Vorsitzender des Beirates für amtliche Materialprüfung in Niedersachsen. Bei der Firma Max Voets GmbH in Braunschweig wurde er Mitglied des Beirates sowie zwischen 1974 und 1978 Mitglied der Verbandsversammlung des Großraumverbandes Braunschweig. 1994 wurde er mit der Agnes-Pockels-Medaille der Technischen Universität Braunschweig ausgezeichnet.

## Öffentliche Ämter
Herbst war Mitglied des Niedersächsischen Landtages durchgehend von der neunten bis zwölften Wahlperiode vom 21. Juni 1978 bis zum 31. Dezember 1991. Hier war er Vorsitzender des Ausschusses für Rechts- und Verfassungsfragen in der Zeit vom 23. Juni 1982 bis zum 31. Dezember 1991.